# Zhang’an (sockenhuvudort i Kina, Zhejiang Sheng, lat 28,71, long 121,41)
Zhang'an (kinesiska: Zhang’an, 章安街道) är en sockenhuvudort i Kina. Den ligger i provinsen Zhejiang, i den östra delen av landet, omkring 210 kilometer sydost om provinshuvudstaden Hangzhou. Antalet invånare är 67 456. Befolkningen består av 32 886 kvinnor och 34 570 män. Barn under 15 år utgör 19,0 %, vuxna 15-64 år 69 %, och äldre över 65 år 11,0 %.
Runt Zhang'an är det mycket tätbefolkat, med 1 056 invånare per kvadratkilometer. Närmaste större samhälle är Taizhou, 6,2 km söder om Zhang'an. Runt Zhang'an är det i huvudsak tätbebyggt.
Genomsnittlig årsnederbörd är 2 144 millimeter. Den regnigaste månaden är augusti, med i genomsnitt 395 mm nederbörd, och den torraste är januari, med 73 mm nederbörd.